# 鍼灸学系大学協議会
鍼灸学系大学協議会（しんきゅうがくけいだいがくきょうぎかい）は、鍼灸系大学によって結成されている団体。鍼を英語ではAcupuncture（アキュパンクチャー）と言う。

## 沿革
- 2017年 - 設立。

## 活動内容
鍼灸師養成の高等教育化と鍼灸医療の科学的根拠に基づく医療（EBM：Evidence Based Medicine)の普及。

## 会員
| - 関西医療大学 - 九州看護福祉大学 - 鈴鹿医療科学大学 - 九州保健福祉大学 - 宝塚医療大学 | - 筑波技術大学 - 帝京平成大学 - 東京有明医療大学 - 明治国際医療大学 - 森ノ宮医療大学 - 常葉大学 |  |

### 賛助会員
- 倉敷芸術科学大学